# 二人の聖人と寄進者のいる聖母子
『二人の聖人と寄進者のいる聖母子』（ふたりのせいじんときしんしゃのいるせいぼし、伊: Madonna col Bambino tra i santi Nicola di Bari, Caterina d'Alessandria e un donatore）は、イタリアのゴシック様式の画家、ジェンティーレ・ダ・ファブリアーノによる1395-1400年頃の絵画である。板上にテンペラと金箔で制作され、画家の現存する最初期の主要な作品である。おそらく、ファブリアーノのカステルヴェッキオにあるサンタ・カテリーナ教会のために描かれた（画家の父親は未亡人になった後、1385年からその教会の近くに住んでいた）。作品は、現在ベルリンの絵画館に所蔵されている。
右側はアレクサンドリアのカタリナで、おそらく作品が制作された教会の名前「カテリーナ」(イタリア語で「カタリナ」) に言及している。左側には、作品の寄進者を聖母に取りなすミラのニコラオスがいる。聖二コラオスは商人に扮しているが、足の近くに金色の光の円環（上に十字架がある）が見えているため、アンブロージョ・ディ・ボナベントゥーラ（1395-1408年に亡くなった）である可能性もある。